# Passions- und Heiligenspiele in Waal
Die Passions- und Heiligenspiele in Waal im Landkreis Ostallgäu zählen zu den ältesten Passionsspielen in Bayerisch-Schwaben. Sie werden unregelmäßig aufgeführt; das Passionsspiel etwa alle 12 Jahre, Heiligenspiele alle vier Jahre.

## Geschichte
Die Passions- und Volksschauspiele in Waal sind die ältesten in einer festen, bis heute betriebenen Einrichtung und ausschließlich von einheimischen Laien gespielten Aufführungen dieser Art in Bayerisch-Schwaben. Die Passionsspiele gehen nach den bisherigen Forschungserkenntnissen wahrscheinlich auf die Pestepidemien im 17. Jahrhundert zurück und die öffentliche Verehrung einer seit 1626 in der Waaler Pfarrkirche St. Anna aufbewahrten Kreuzpartikel-Reliquie, zu der zahlreiche Wallfahrten stattfanden. Eine 1655 daraus entstandene Heilig-Kreuz-Bruderschaft wird als ursprünglicher Träger der Spiele angesehen. 
Mit Beginn des Zeitalters der Aufklärung unter Kurfürst Karl Theodor und König Max Joseph I. wurden auch in Bayern 1770 sämtliche Passionsaufführungen verboten, mit Ausnahme der Oberammergauer und der Waaler Passionsspiele.
Das älteste erhaltene Dokument über die Spiele ist ein in mehreren Abschriften erhaltener Text aus dem Jahre 1791, der an eine Schauspieldichtung des spätmittelalterlichen reformatorischen Augsburger Meistersingers Sebastian Wild angelehnt ist, der auch Urheber des Oberammergauer Spiels und (nach Überarbeitung durch andere) weiterer Passionsspiele (z. B. des Mysterienspiels von „Christi Urstend“ in Erl/Tirol) gewesen sein soll.

## Passionsspiel unter Vielen
Noch um das Jahr 1800 war Waal nur einer unter vielen Orten der Region (z. B. Türkheim, Mindelheim, Bobingen, Immenstadt), in denen in bewusster Auflehnung gegen die früheren Verbote die Passionsspiele wiederauflebten. Die Waaler Spiele sind die einzig davon übrig gebliebenen. 1813 ließ der Ortsherr in dem kleinen Dorf einen ersten festen Theaterbau errichten, in dem zunächst elf verschiedene weltliche Stücke aufgeführt wurden, bis 1815 das erste neuzeitliche Passionsspiel gespielt wurde, für das zunächst der Oberammergauer Text in der Fassung des Ettaler Benediktiners und Doktors der Philosophie Othmar Weis (1769–1843) aus dem Jahr 1811 übernommen wurde. Thema der Spiele in Waal ist auch heute nicht nur die Passion Christi (die eigentlichen Passionsspiele), sondern auch andere geistliche und weltliche Inhalte, z. B. das Leben verschiedener Heiliger (z. B. des Franz von Assisi, des Völkerapostels  Paulus, der Maria, des Bischofs Ulrich von Augsburg). Die von der Passionsspielgemeinschaft Waal e. V. als Träger aufgeführten drei- bis vierstündigen Stücke werden teilweise eigens für die Waaler Bühne geschrieben und erleben in Waal daher ihre Uraufführung, teilweise sind es Adaptionen. 
Die bis zu 200 Darsteller aller Altersstufen sind einheimische Laienschauspieler, die vom Vorstand des Trägervereins aus seinen Mitgliedern ausgewählt werden. Aufführungen finden in Spieljahren den ganzen Sommer über in einem 1960/61 neuerbauten Passionsspieltheater mit bis zu 800 Sitzplätzen statt, das dem Trägerverein gehört. Das Theater wurde im Jahr 2000 zu 575 Plätzen rückgebaut und hat nunmehr einen Foyer-Bereich und zwei Cafés. Die Bühne ist mit einem Rundhorizont sowie fahrbaren plastischen Elementen ausgestattet und ermöglicht durch farbige Projektionen vielseitige Bühnenbilder. Das Theater verfügt über einen Orchestergraben. An die Aufführungen schloss sich früher ein Gottesdienst in der Pfarrkirche an. 
Seit 1791 sind in 116 Spieljahren über 150 Theaterstücke (123 verschiedene) weltlichen und geistlichen Inhalts aufgeführt worden, davon 22 Spieljahre zum Thema Passion. Die weltlichen Volksspiele fanden im 20. Jahrhundert im Schnitt alle zwei Jahre statt, früher nicht selten jährlich. Aufgeführt wurden z. B. literarische Werke (Schillers „Wilhelm Tell“, Raimunds „Der Verschwender“) geschichtliche Stoffe („Andres Hofer“, „Mordweihnacht. Bauernschlacht bei Sendling“) und anders. Regisseur und künstlerischer Leiter der Passionsspiele war über fast 50 Jahre bis zu seinem Tod Otto Kobel. Peter Pius Irl leitete 2005 das Stück Becket oder Die Ehre Gottes. Seit dem Jahr 2014 ist Florian Martin Werner der Spielleiter.
Themen der letzten Waaler Spiele waren:
- 1976: Waaler Bauernpassion, Regie: Otto Kobel
- 1979: Franziskusspiel, Eigenproduktion, Regie: Otto Kobel, Text: Paul Schmidkonz
- 1985: Paulusspiele, Eigenproduktion, Regie: Otto Kobel
- 1989: Passion, Regie: Otto Kobel
- 1993: Ulrichsspiel, Regie: Otto Kobel, Text: Matthias Pöschl
- 1997: Franziskusspiel Eigenproduktion, Regie: Otto Kobel, Text: Paul Schmidkonz
- 2001: Miller-Passion, Eigenproduktion, nach Arthur Maximilian Miller, Regie: Otto Kobel
- 2005: Becket oder Die Ehre Gottes, nach Jean Anouilh, Regie: Peter Pius Irl
- 2009: Miller-Passion, Eigenproduktion, nach Arthur Maximilian Miller, Regie: Florian Martin Werner
- 2012: Franziskusspiel, Regie: Florian Martin Werner
- 2015: Miller-Passion, Eigenproduktion, nach Arthur Maximilian Miller, Regie: Florian Martin Werner
- 2018: Brandner Kaspar, Eigenproduktion, Regie: Florian Martin Werner
- 2023: Jubiläumspassion: Für wen haltet ihr mich?, Eigenproduktion, Regie und Autor: Manfred Dempf, Co-Regie Andreas Gerhardt und Rudolf Klöck; Musikalischer Leiter: Dietmar Ledel. In der Jubiläumspassion waren Gastschauspielerinnen und Gastschauspieler sowie Gastmusikerinnen und Gastmusiker aus der Region mit im Ensemble.

Der Spielleiter Florian Martin Werner pausierte zur Jubiläumspassion 2023 nur, er ist weiterhin Künstlerischer Leiter der Passionsspielgemeinschaft Waal e.V.